# Hastial

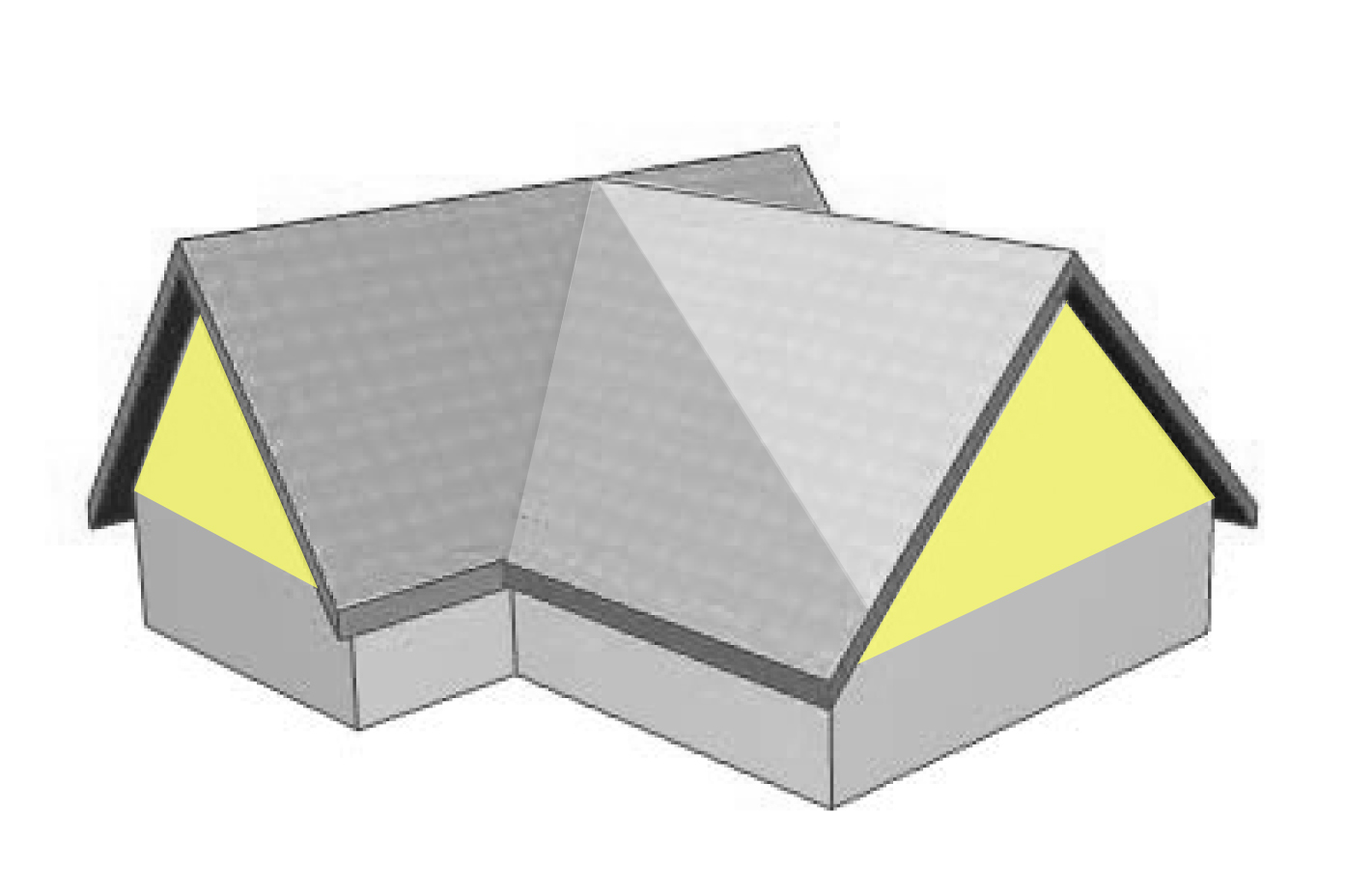
Esquema de una casa de una sola planta con tres hastiales o piñones, aunque sólo se pueden ver dos (resaltados en amarillo).

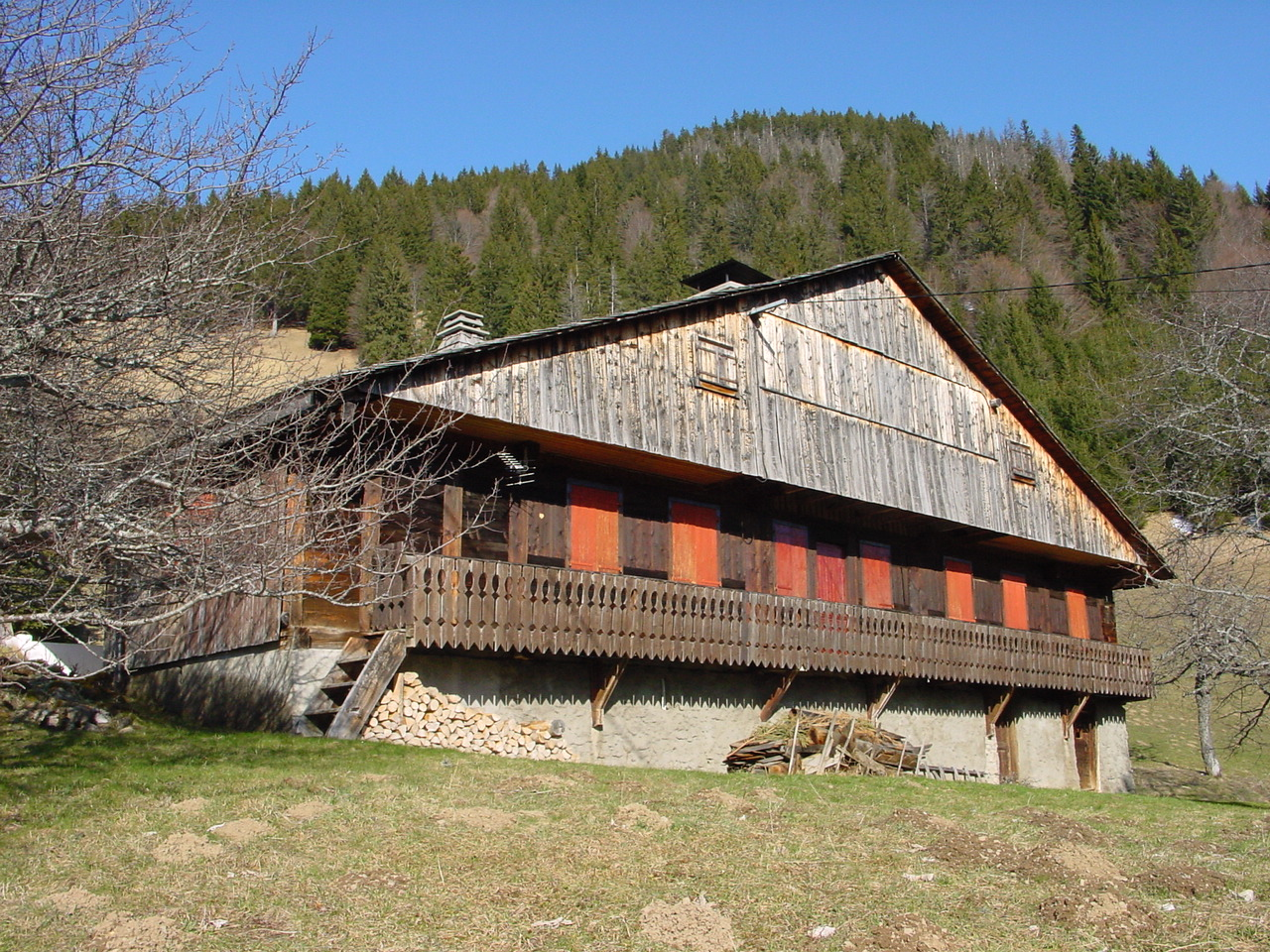
El piñón de un chalet tradicional (valle del Abondance, Chamba francesa)

El hastial o piñón, en arquitectura, es la parte superior triangular de la pared o muro de un edificio utilizado para disponer las pendientes de la cubierta, que se apoyan en él (determinando la tipología de cubierta denominada a dos aguas). Es un elemento arquitectónico  que remata la fachada o muro testero y que queda enmarcado por las dos vertientes del tejado: va desde los aleros hasta la cumbrera, aunque luego se desarrollaron hastiales que sobrepasaban la cubierta y pasó a ser la parte por encima de los aleros, fuesen o no evidentes. En origen, esa pared o muro era portante, aunque con la introducción de sistemas estructurales basados en el uso de pilares y vigas, el piñón o hastial perdió su carácter resistente y paso a designar la forma de un cerramiento vertical acabado en triángulo, exterior o interior, de una edificación con cubierta a dos aguas. Por extensión, también se denomina hastial a toda la fachada del edificio cuando se configura de esa manera.
Según se desarrollaron, fueron cumpliendo cada vez más funciones ornamentales, como los hastiales escalonados (que presenta las vertientes con escalones), en dientes de sierra o de volutas (hastial holandés). 
En español, a veces se emplea la voz gablete como sinónimo, aunque esta debe reservarse para designar un elemento meramente decorativo, muy significativo de la arquitectura gótica, usado para resaltar la verticalidad de las edificaciones. También se usa la voz «aguilón» para señalar el ángulo superior de la pared de un edificio cubierto por un tejado a dos aguas, en general reservado a los pequeños hastiales triangulares que rematan las buhardillas. Y por analogía e incorrectamente, se emplea la voz frontón, que designa un elemento de la arquitectura clásica compuesto por un tímpano rodeado por un marco y dispuesto sobre el entablamento, por un marco y que descansa en general sobre columnas o vanos, solo similar en la forma triangular. Los hastiales no marcan su borde inferior con una cornisa horizontal y quedan integrados en el resto de la fachada (si esta presenta cornisas u otro tipo de delimitaciones horizontales, se marcan en una línea distinta a la de la base del triángulo del hastial).

Diferentes elementos triangulares
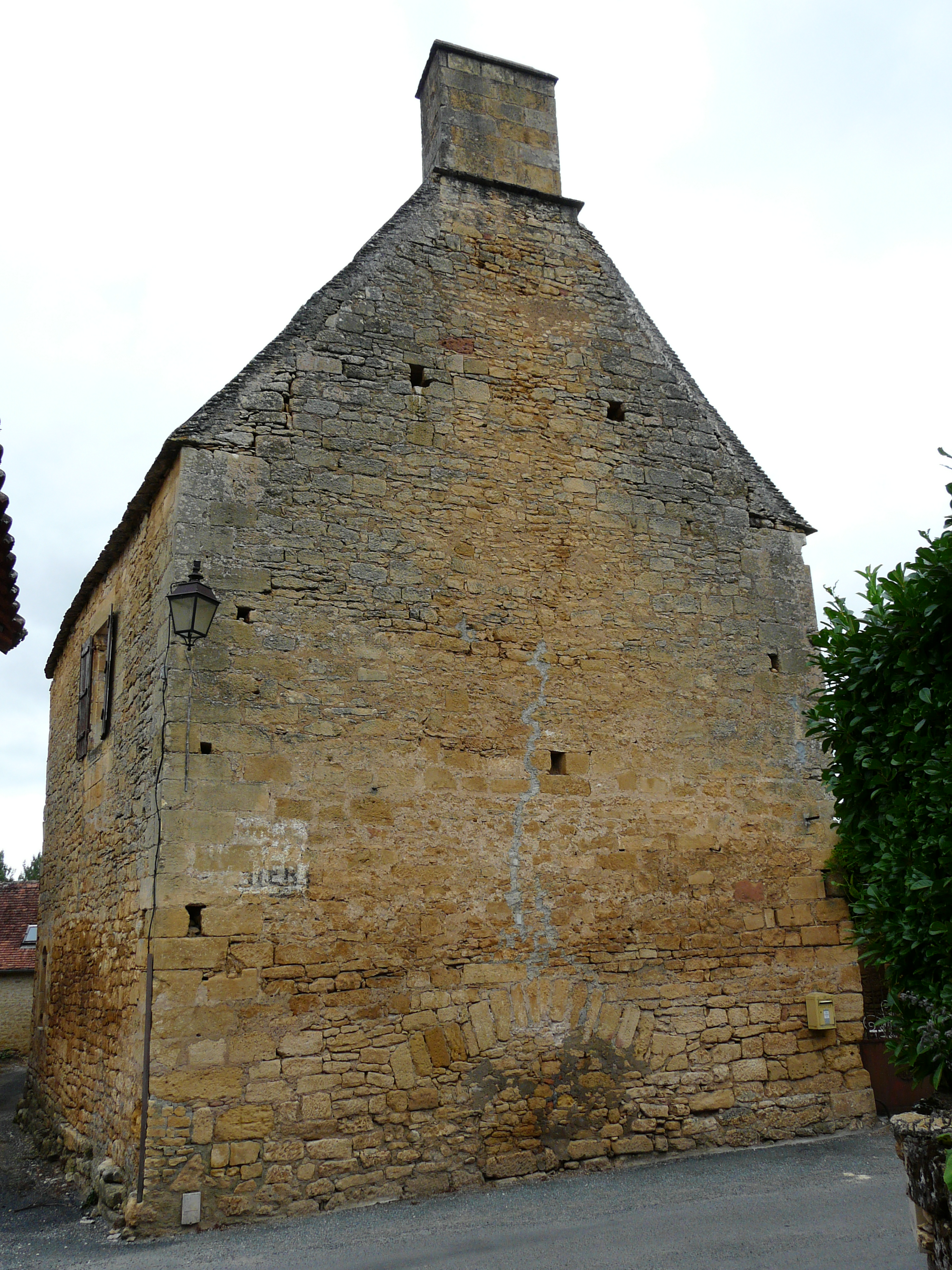
Sencillo hastial sin huecos del château de Cramirat, Sergeac (Dordoña)
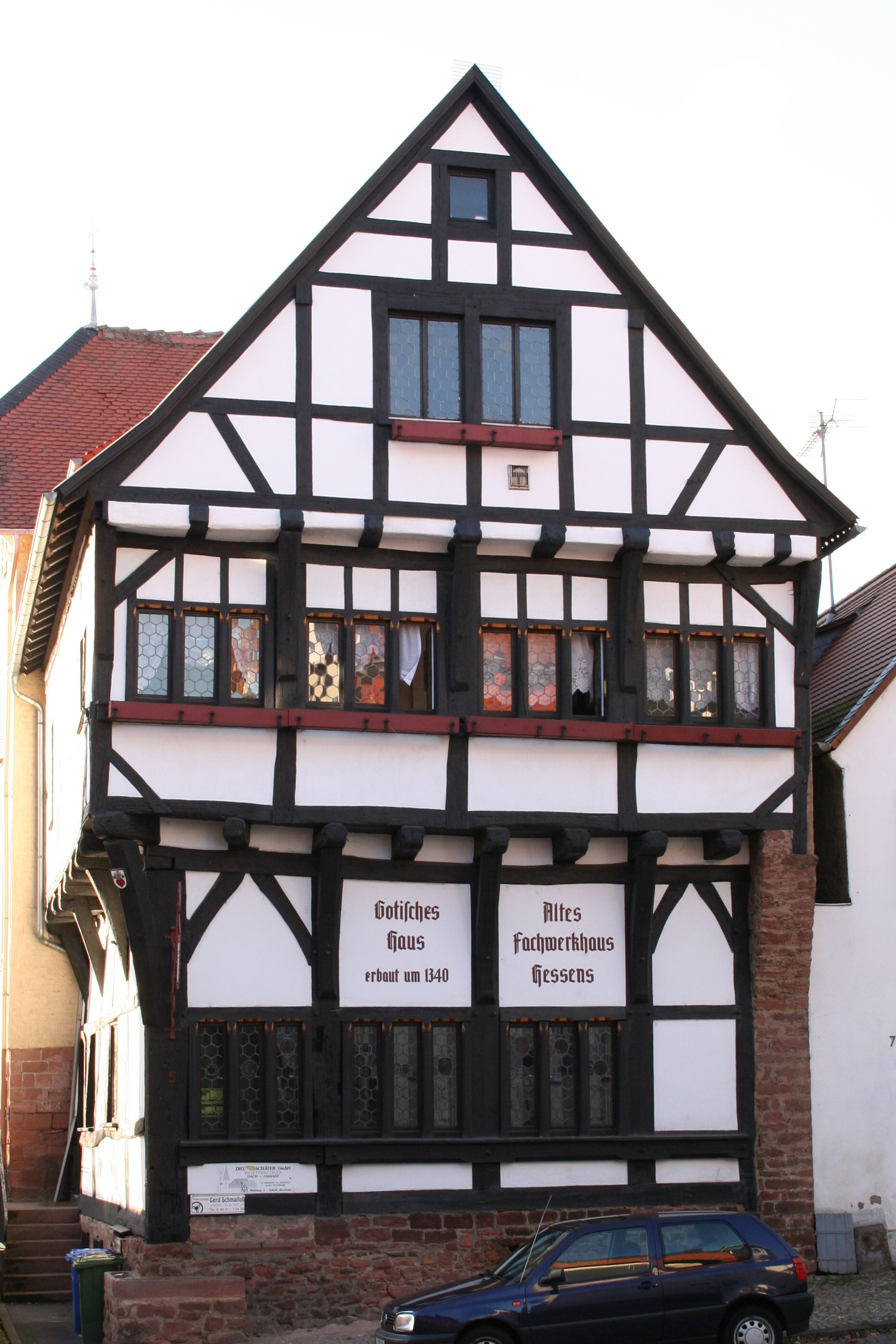
Modesto piñón, con entramado y huecos, de una casa tradicional
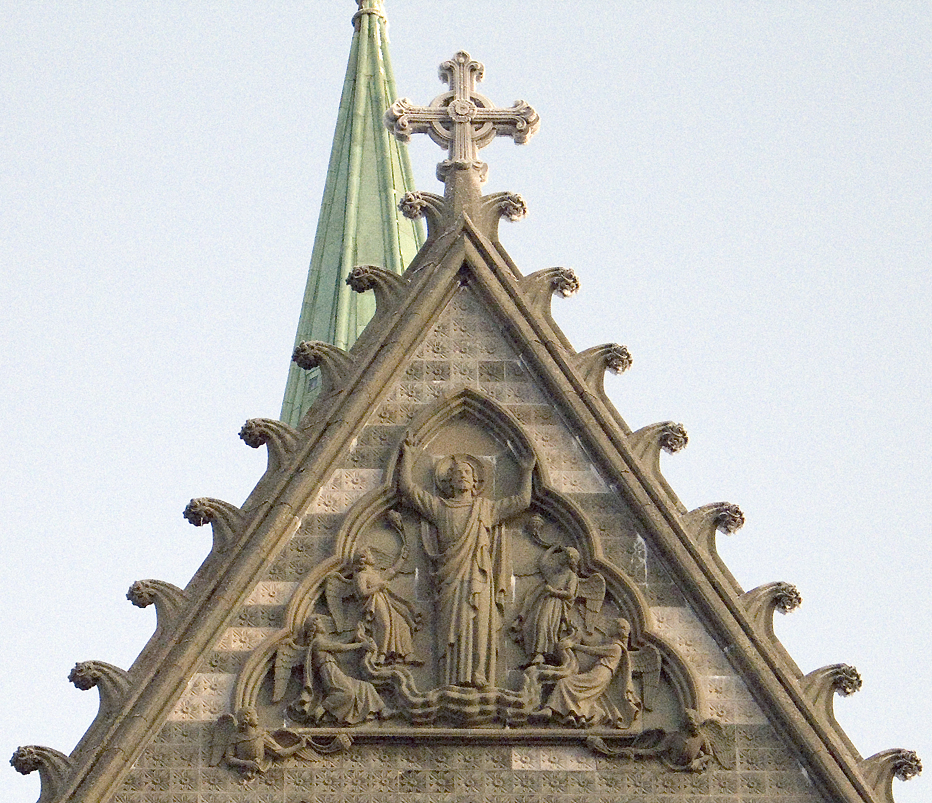
Gablete en la catedral de Nidaros, en Noruega.
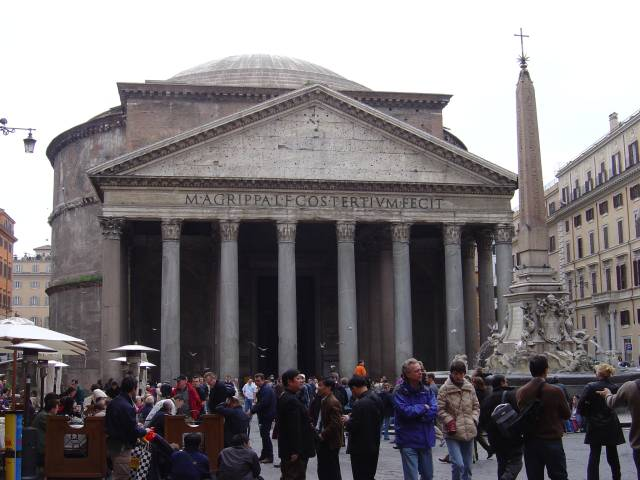
Frontón del panteón de Roma
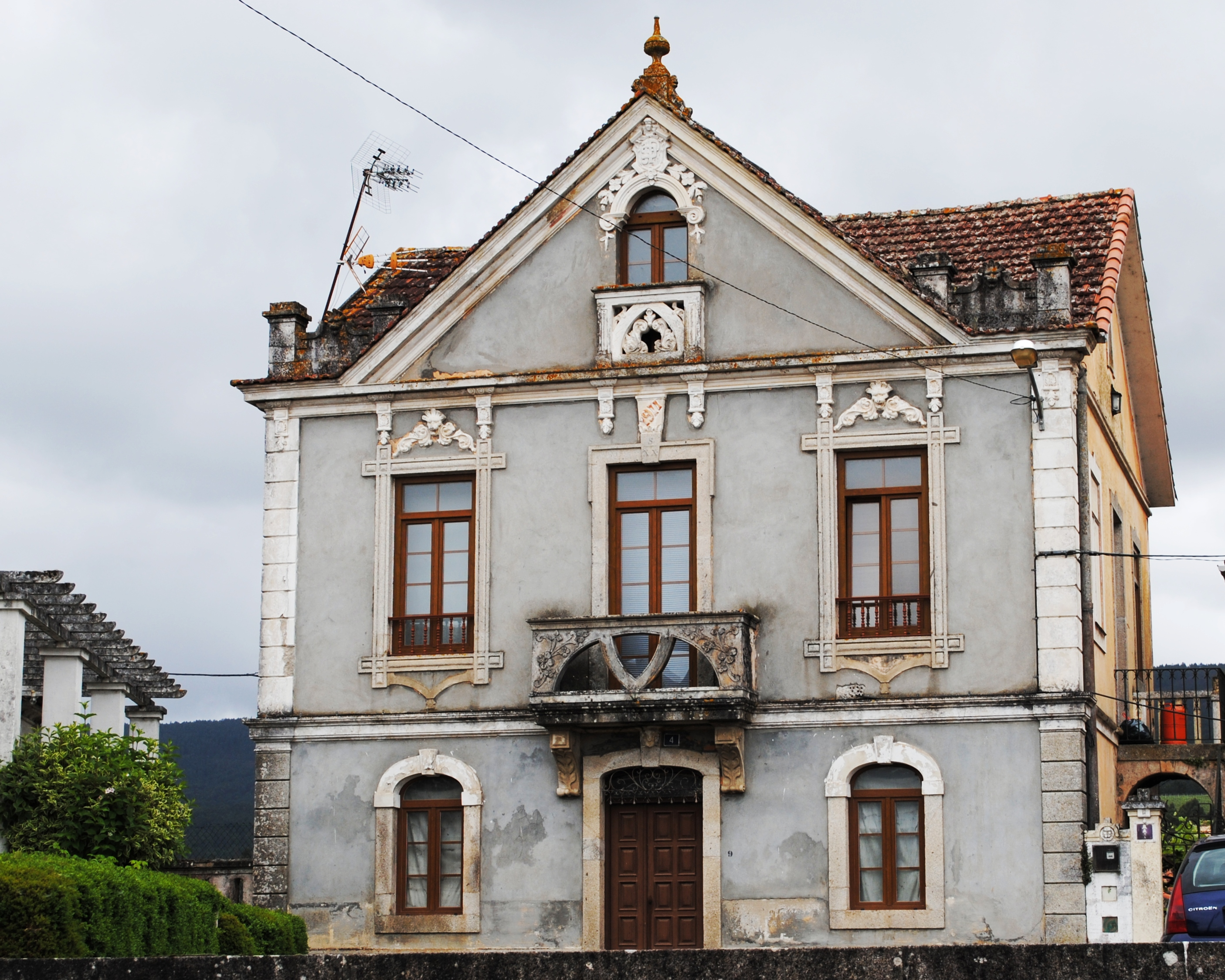
Cuatro muros piñones en una vivienda indiana en Santiago de Estás, Tomiño (Galicia, España), transición a un pseudofrontón.

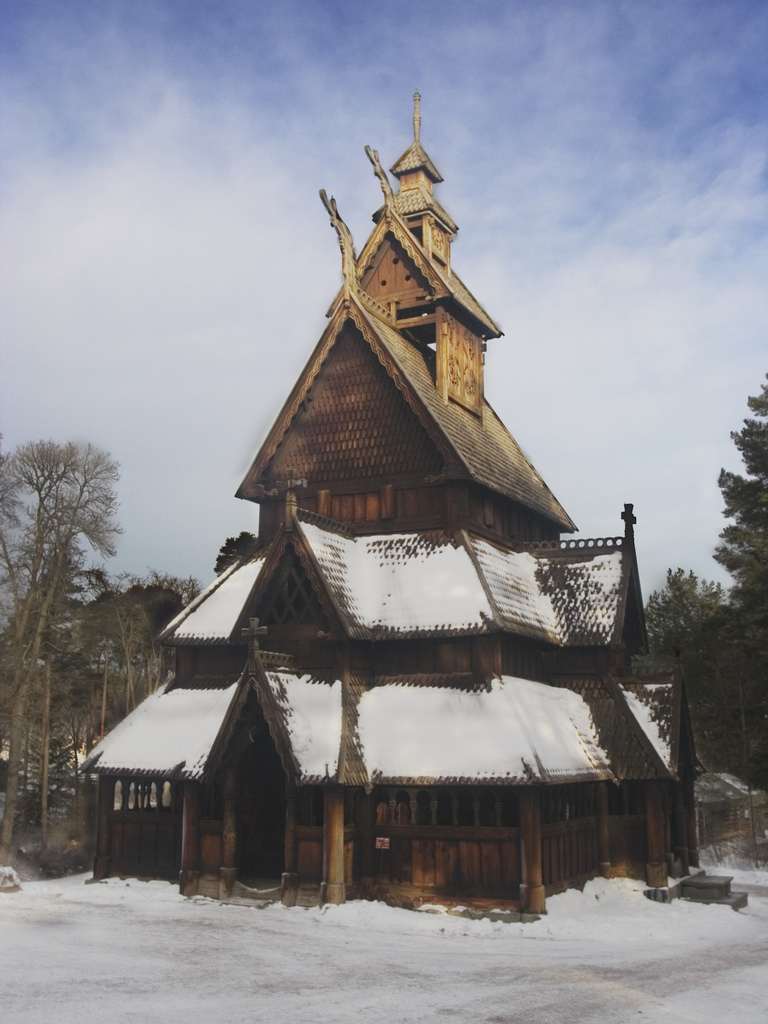
Stavkirke propia de la arquitectura nórdica.

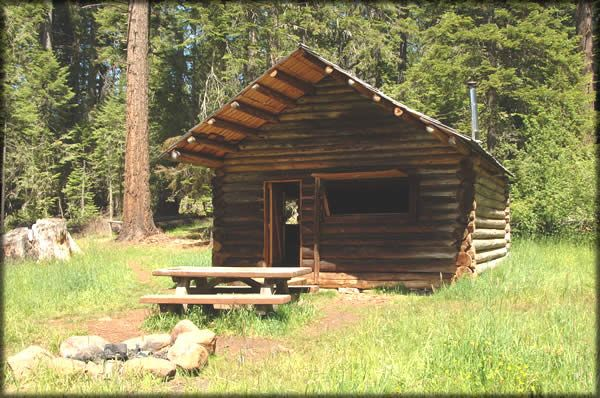
Willow Prairie Cabin ("cabaña de la pradera del sauce"), Oregón, una típica cabaña de la pradera del Oeste de Estados Unidos, utilizada en la colonización, mitificada por la ideología de la "frontera" y de gran presencia en literatura, cine y televisión (La casa de la pradera).

## Etimología
La voz hastial proviene de la palabra latina fastigiāle, y esta de fastigĭum ‘tejado de dos vertientes’. A su vez, piñón procede también del latín, de pinnio, derivado de pinna ‘punta, merlón’ (la parte horizontal entre almenas de una fortificación).

## Descripción
El piñón surge para recibir la más simple de las armaduras de cubierta, las correas (vigas horizontales) que soportan los pares (vigas de menor sección colocadas siguiendo la línea de pendiente).
El piñón puede terminarse ligeramente por encima de la cubierta, ya sea en el frente o en el interior del edificio como remate de la parte superior de un muro portante, y estar descubierto. Ese piñón descubierto se puede cubrir con elementos de remate que lo impermeabilicen, siendo común el uso de dientes: la tapa va formando pasos que irán definiendo el propio estilo de la fachada y que algunas veces son un elemento de transición a soluciones en arista o flecha.
El piñón también puede estar cubierto por la cubierta desbordante y en el caso de fuertes pendientes, estar seccionado por una pequeña aguada biselando los extremos en alto de las dos vertientes, una solución conocida como cubierta a la holandesa.

### El muro piñón

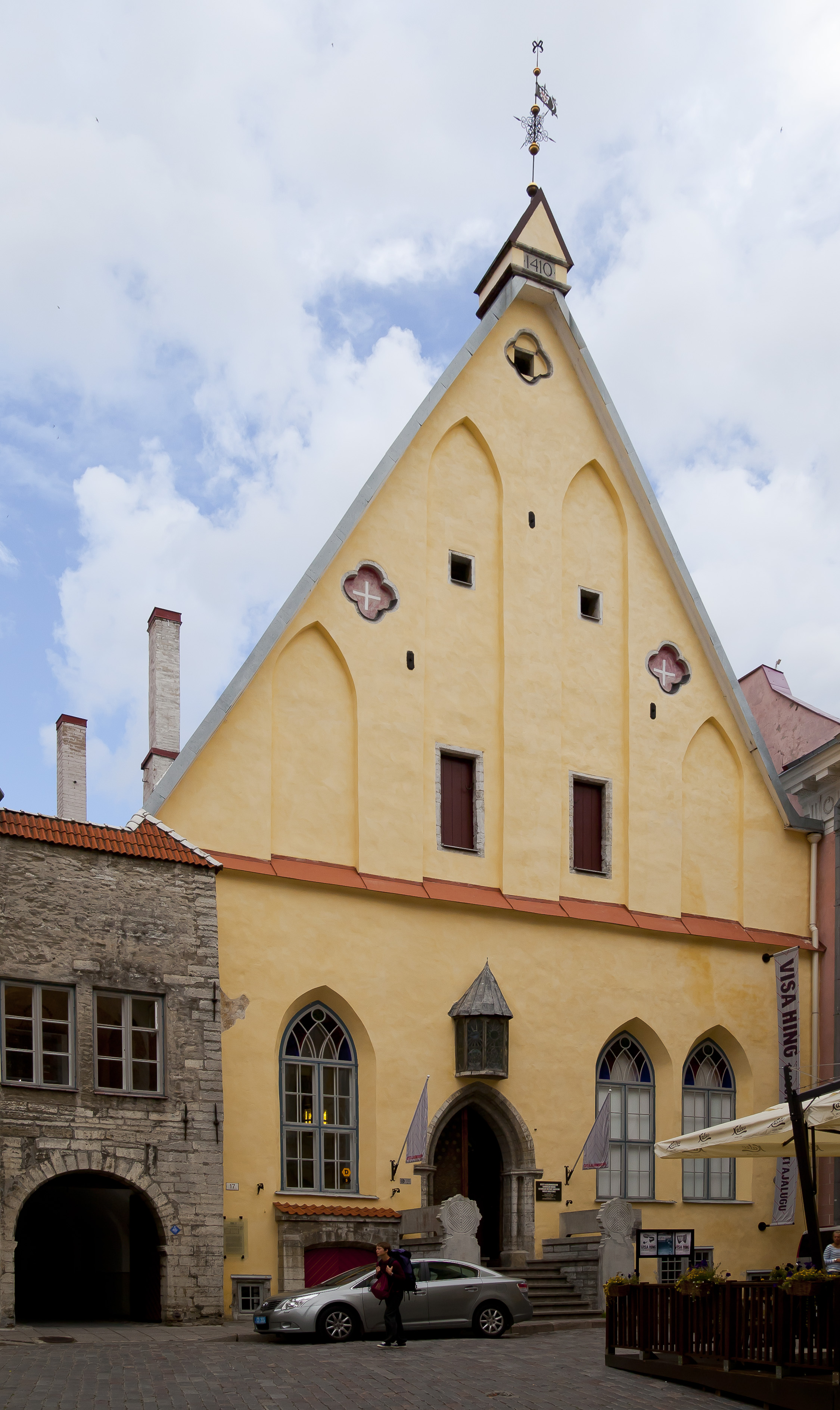
Hastial medieval del en la antigua Gran Casa Gremial de Tallin, hoy Museo Estonio de Historia

El muro que comporta el piñón se llama muro piñón o muro apiñonado en oposición al «muro canalón» que soporta el canalón o pesebre que a veces conducía el agua de lluvia a un depósito de agua dispuesto en la parte trasera del edificio para usos domésticos y para el jardín.
El muro piñón ha sido el soporte favorito de las chimeneas, característica que se mantiene como distintiva en algunas arquitecturas tradicionales, como la mampostería típica en Bretaña, el penty.  Las ventanas debían de situarse en oposición al hogar, y por eso estos muros piñón con chimenea eran ciegos, sin aberturas, y a menudo se dispusieron en las peores orientaciones, enfrentando los vientos y lluvias dominantes.
El chalet francés tiene una arquitectura que muestra la continuidad en el uso del piñón como soporte de las vigas: la fachada principal es en piñón y puede ser incluso más ancha que la fachada lateral. Es también en piñón la disposición habitual de los muchos talleres construidos en el siglo XIX, en la que los muros más largos son acabados en «dientes de sierra» y soportan las cubiertas cobertizos.
En los inicios de los asentamientos urbanos las disposiciones de las casas eran bastante anárquicas, disponiendo un pequeño jardín tanto delante como detrás. Después se llegó al hábito de alinear los piñones, y los jardines y huertos pasaron todos a la parte trasera de las casas. En Francia y otros lugares de Centroeuropa llegó a ser costumbre construir el muro hastial con frente a la calle, lo que permitía acodalar las carpinterías de cubierta unas contra otras, aunque tenía como inconveniente la facilidad con que se propagaban los incendios en el caso frecuente de fuego en alguna de las casas. Esta práctica fue prohibida en París por ordenanza de policía de 18 de agosto de 1667. Esta medida coincidió casualmente al poco con el gran incendio de Londres que destruyó la ciudad en septiembre de 1666. De hecho, el fuego se había extendido fácilmente a través de las armaduras de cubierta.
En el sentido moderno, el muro piñón a menudo se encuentra como muro medianero en las ciudades en oposición al «muro de fachada principal» a la calle, y se convirtió en el «muro que no tiene la entrada». Pero también puede ser el apoyo de una cubierta plana o aterrazada y no tener la parte superior triangular, tener un canalón si está bajo una cresta y tener ventanas si no está enfrentado a otra propiedad próxima.

Piñones a la calle
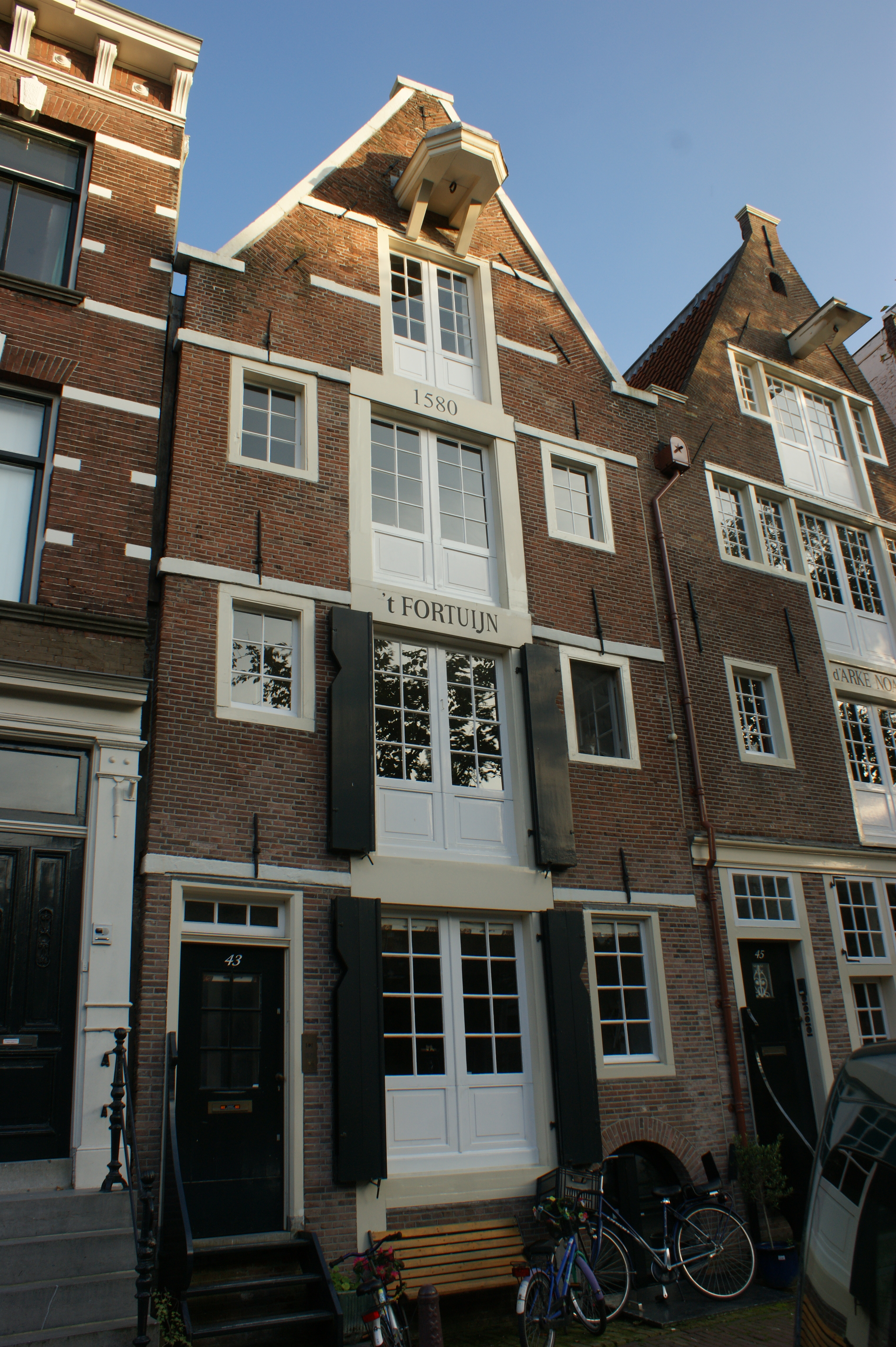
Casas típicas de los canales de Ámsterdam.
Edificios del Grote Markt[8] de Amberes.
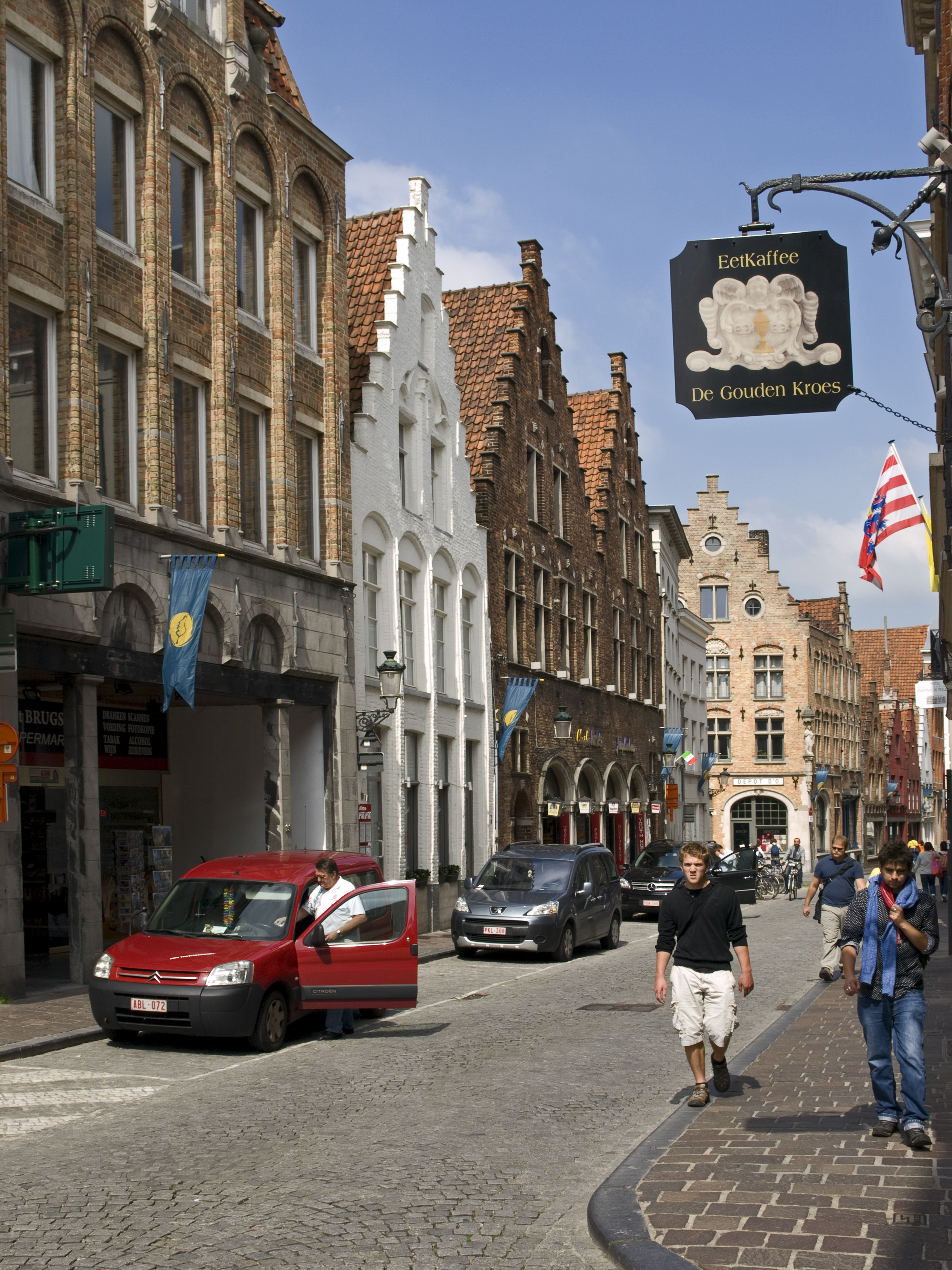
Calle apiñonada de Brujas

### Hastiales en edificios religiosos
El uso en muchas iglesias de cubiertas a dos aguas también motivó que apareciesen muros hastiales en las primeras iglesias, que se fueron complicando en las planta de cruz latina, cuando ya eran tres: la de los pies (que solía ser la portada principal) y las dos laterales que remataban el crucero. Estos hastiales fueron haciéndose cada vez más complejos hasta dar lugar a las portadas en las que apenas se intuyen.

Hastiales en edificios religiosos
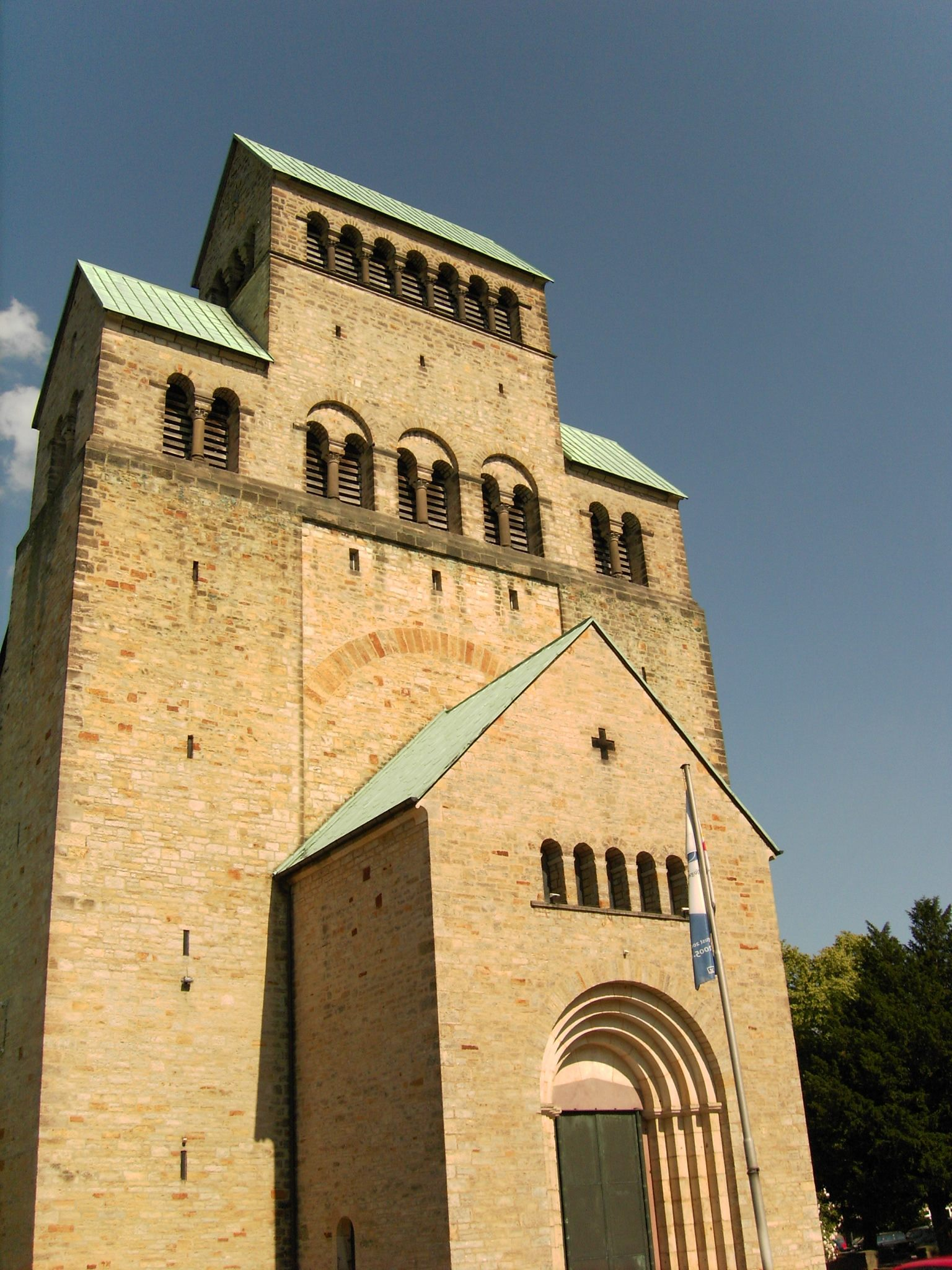
Catedral de Santa María de Hildesheim (compárese el hastial que remata la fachada de la portada con el remate de la torre posterior).
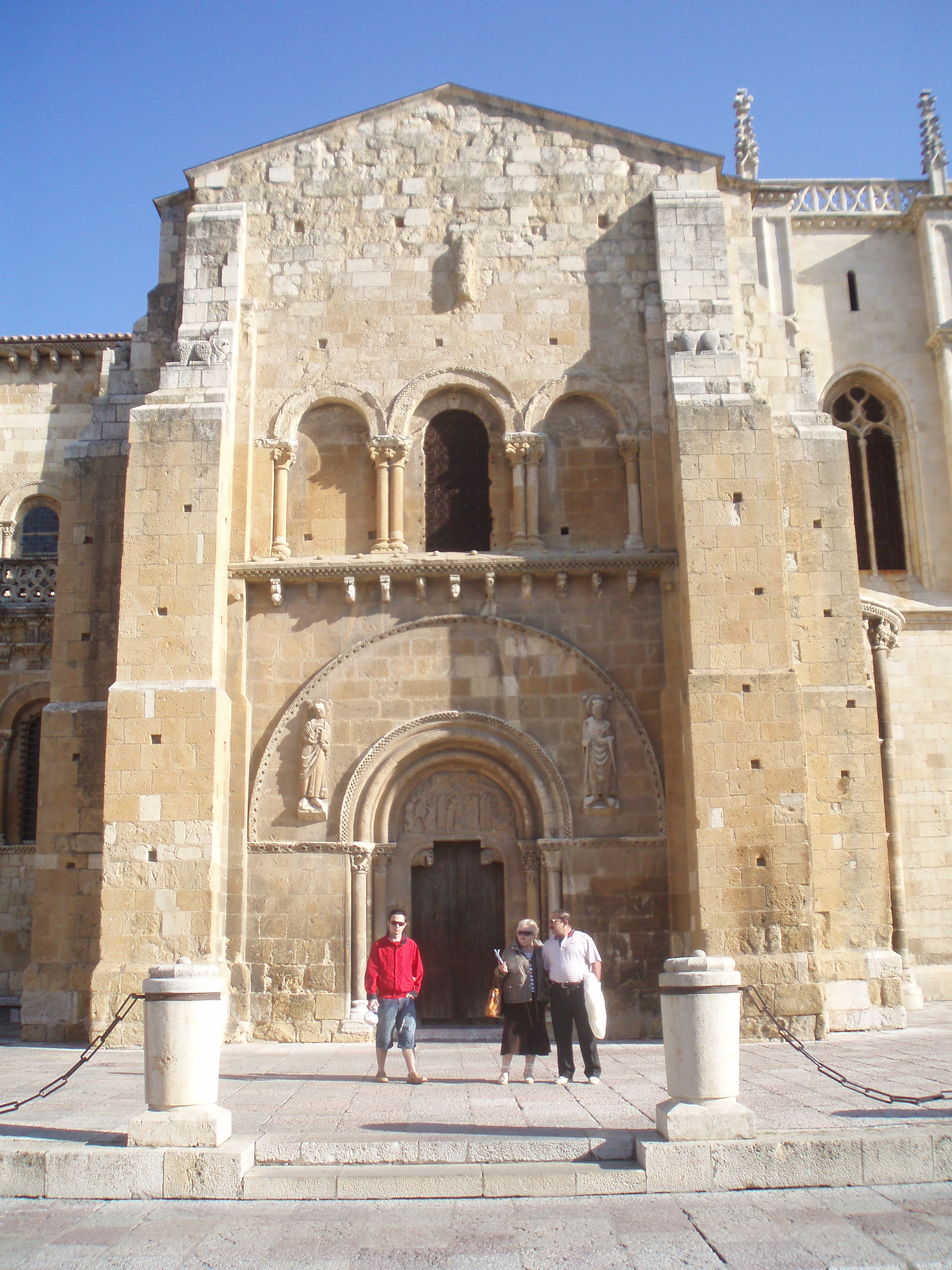
San Isidoro de León.
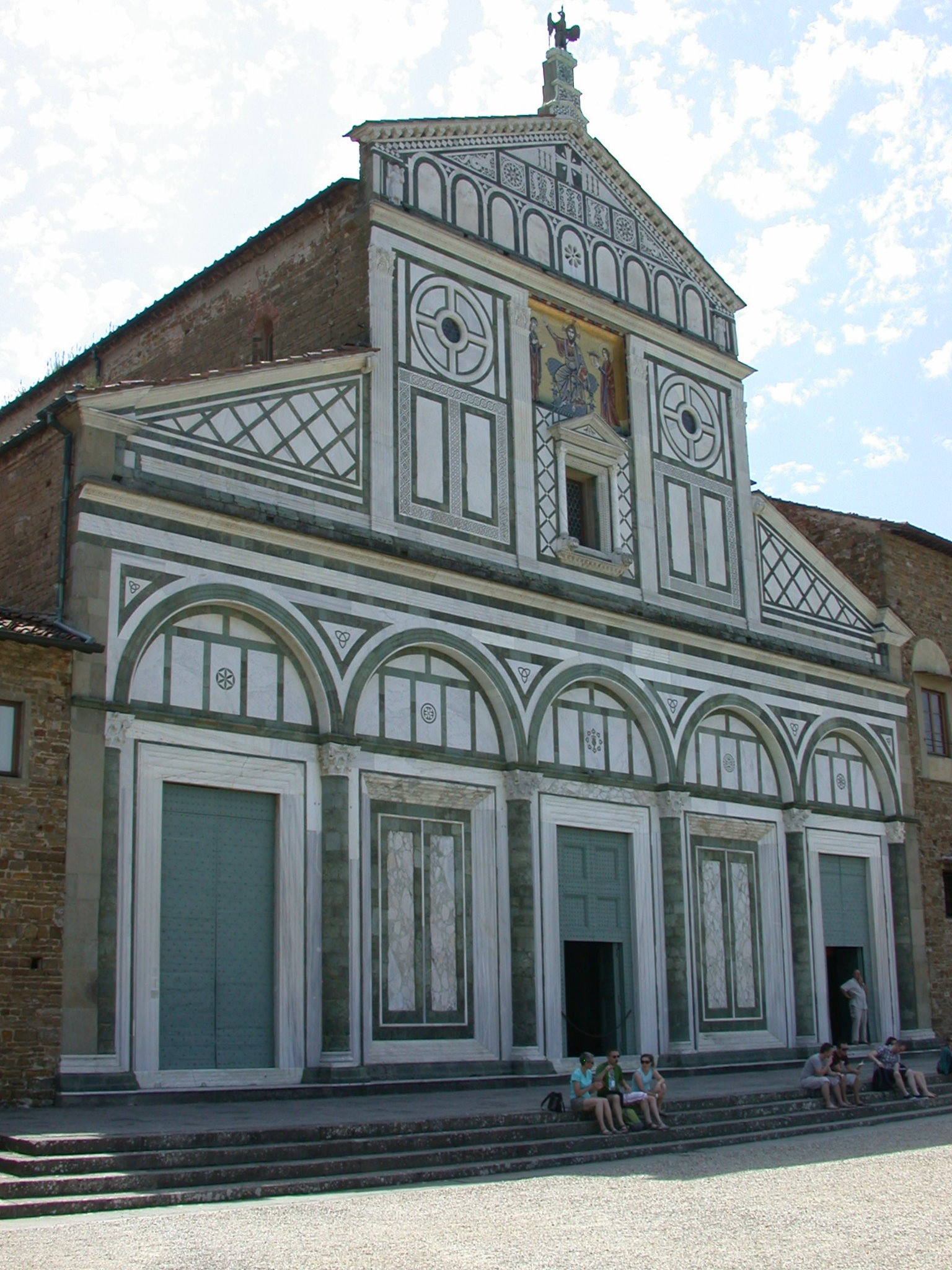
San Miniato al Monte (la similitud con los frontones clásicos grecorromanos es muy próxima, pero no hay cornisa que delimite la línea inferior del triángulo de remate).
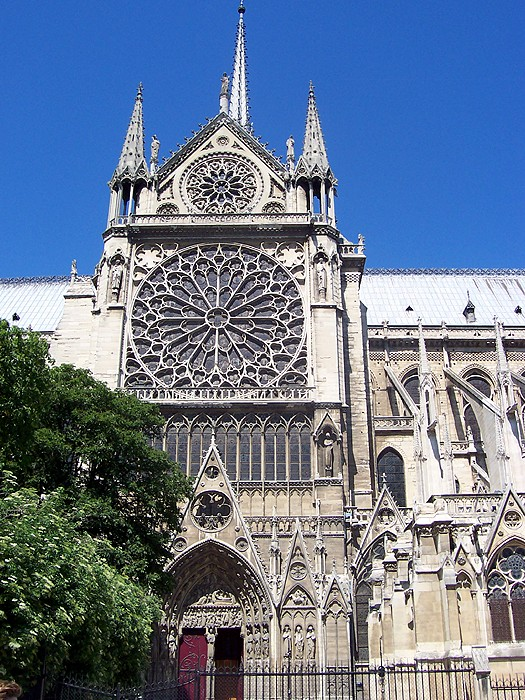
Hastial del transepto sur de Notre Dame de París, un complejo hastial con un gran óculo que ya parece más una portada.

## Piñón ornamental

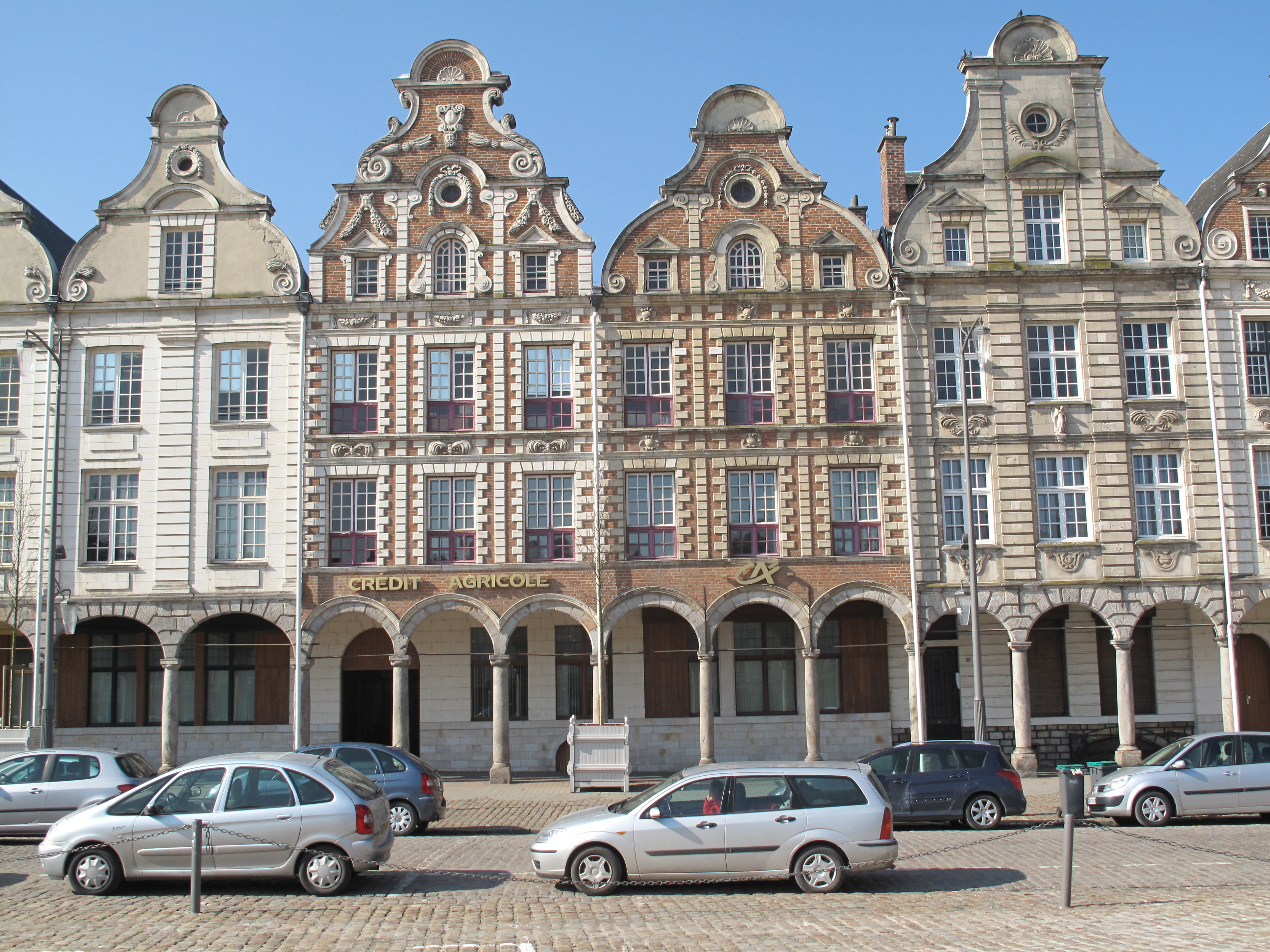
Fachada típica en Arrás (Paso de Calais), norte de Francia, con hastiales con volutas o la holandesa

Se observan varios estilos de piñones en las arquitecturas del norte de Europa, especialmente una gran variedad de piñones en dientes de sierra (o de paso de gorrión), piñones escalonados (Staffelgiebel o Stufengiebel en alemán) comunes en la arquitectura gótica de ladrillo y en los edificios renacentistas, o piñones de volutas (Volutengiebel), típicos de las arquitecturas renacentista y barroca.
El frontón roto que puede recubrir todo un piñón se encuentra ya en la antigua arquitectura greco-romana y fue retomado por la arquitectura barroca e historicista.

Diferentes estilos de piñones
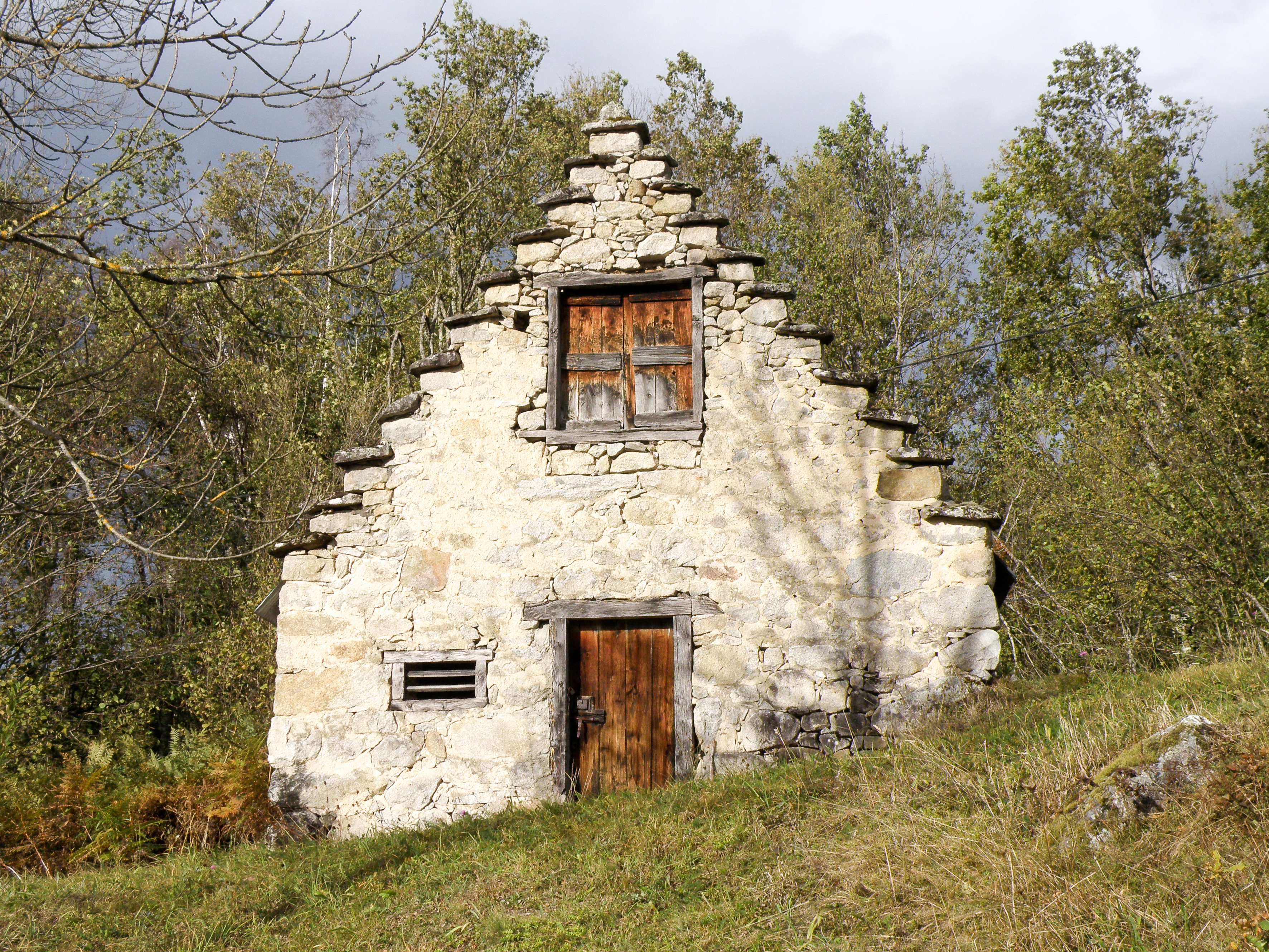
Modesto piñón dentado en una vivienda en Pirineos
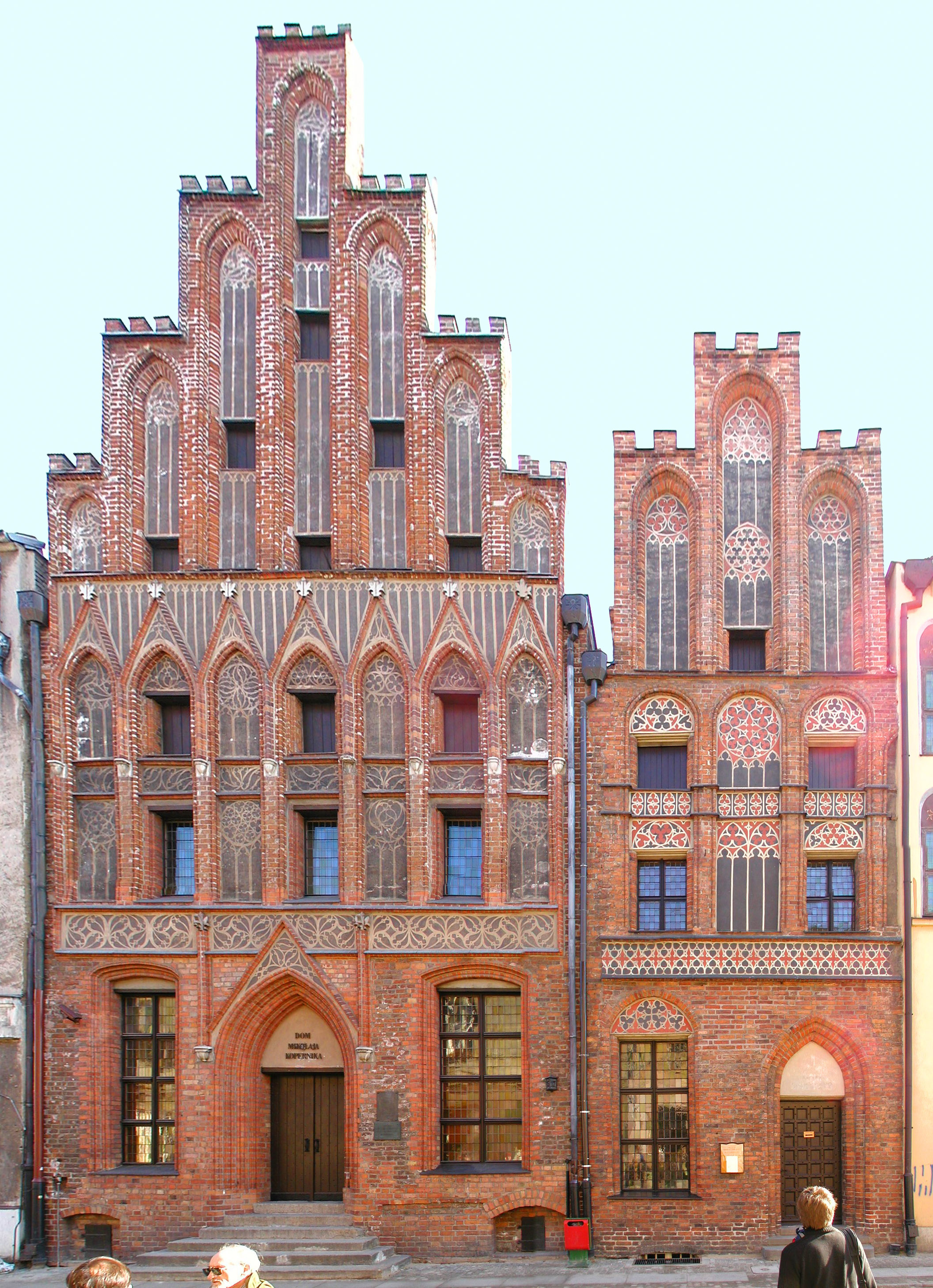
Piñón escalonado de la casa de Copernico en Toruń (Thorn)
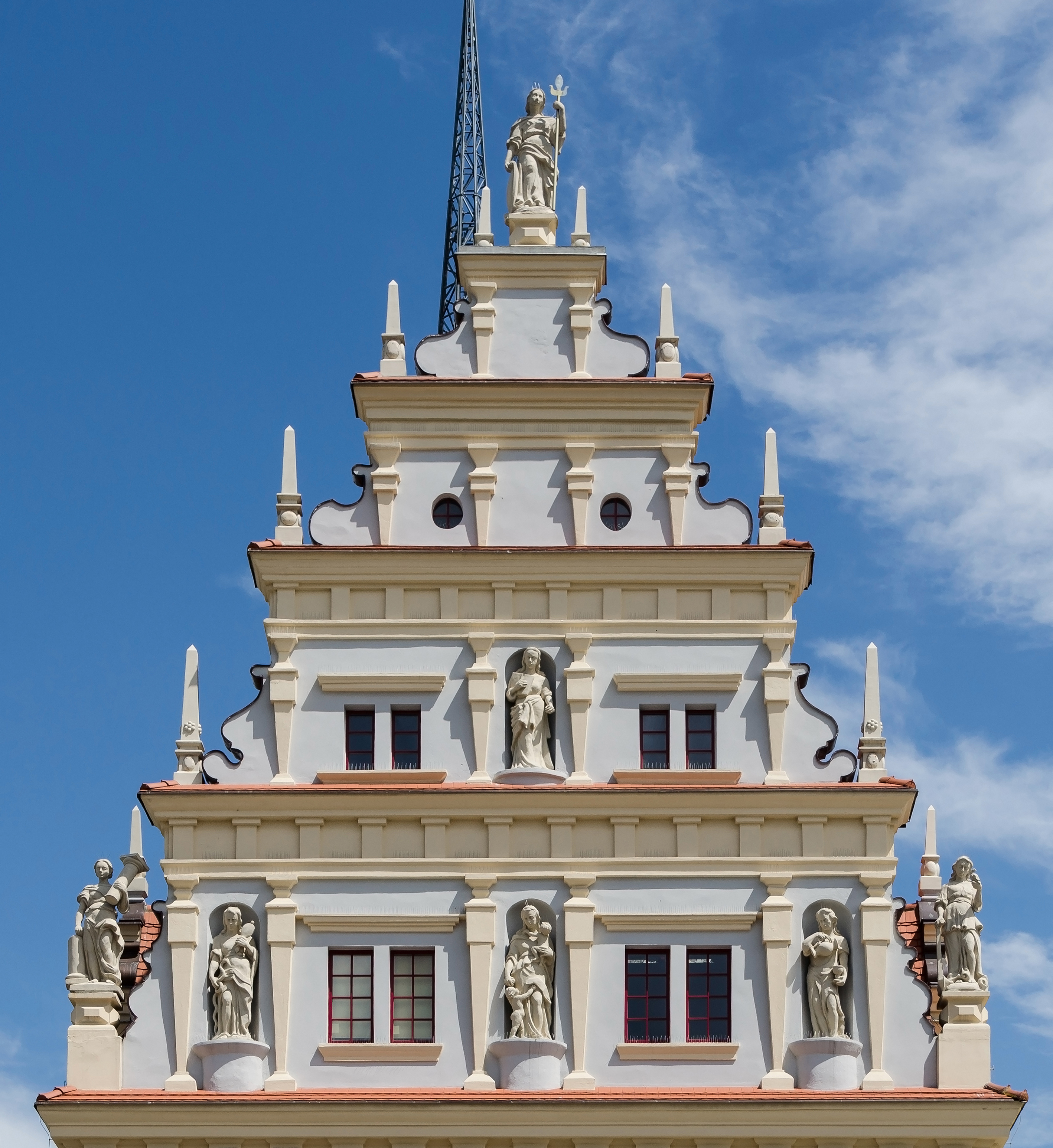
Piñón escalonado de la ciudad polaca de Nysa
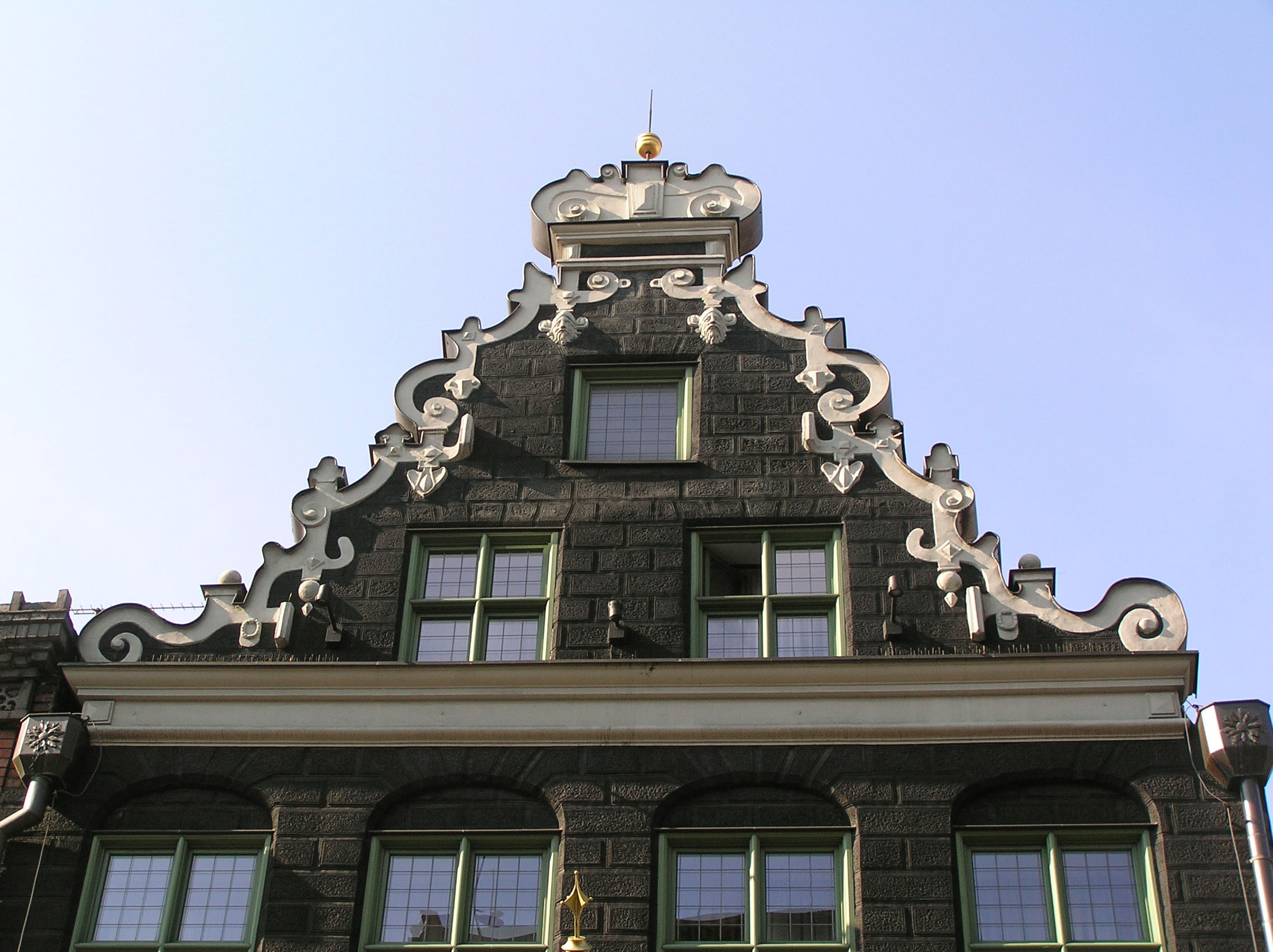
Piñón orlado en Toruń
Piñón en espina, sin ningún hueco u ornamento, más que el curioso aparejo

## Otros usos del vocablo hastial
En las provincias de Álava y Vizcaya (País Vasco español) se llama "hastial" a los soportales.
En ingeniería se denomina hastial a la cara lateral de una excavación (véase también trinchera).

## Curiosidades

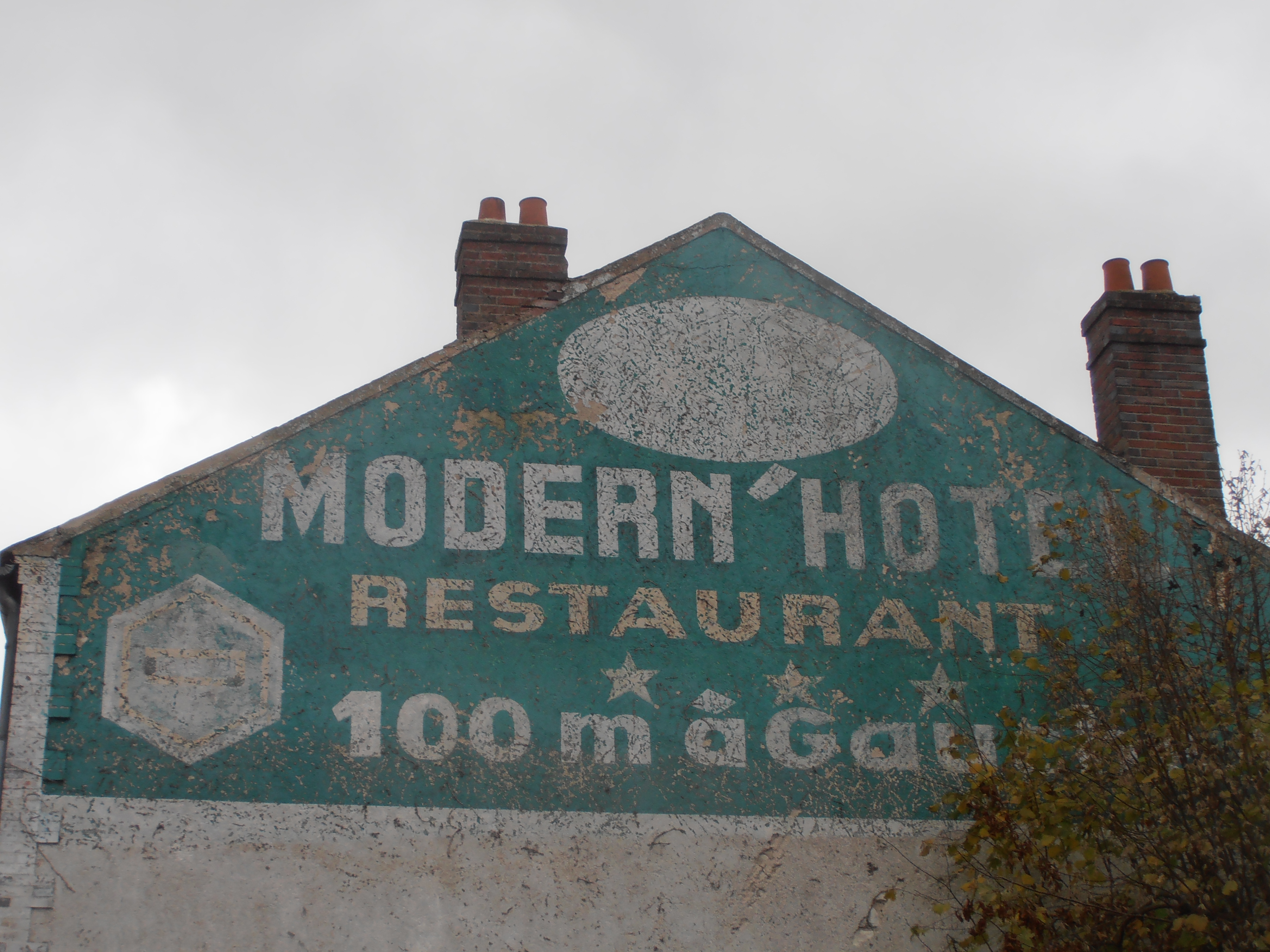
Piñón publicitario en Francia

En Francia, la voz pignon ha dado lugar a varias expresiones y usos: un pignoniste es un pintor de murales en los piñones (medianeras) y aún se dice «avoir pignon sur rue» [tener piñón a la calle] para reflejar una situación en que se era dueño de una propiedad urbana.